# Німецьке астрономічне товариство
Німецьке астрономічне товариство (нім. Astronomische Gesellschaft) — наукове товариство, засноване 1863 року в Гайдельберзі, друге (за часом заснування) після Лондонського королівського астрономічного товариства.
У 1882 році Німецьке астрономічне товариство заснувало у Кілі Центральне бюро астрономічних телеграм. Бюро залишалося там до Першої світової війни, коли його перемістили до обсерваторії Копенгагенського університету.
Німецьке астрономічне товариство започаткувало створення зоряного каталогу Astronomische Gesellschaft Katalog (AGK), перша версія якого була опублікована протягом 1890—1954 років.
Наразі Товариство налічує близько 800 членів, переважно з німецькомовних країн. Воно не рідше одного разу на рік проводить наукову конференцію, загальні збори та публікує річний звіт.
Астрономічне товариство присуджує медаль Карла Шварцшильда, премію Людвіга Бірмана, премію Бруно Бюргеля, премію Ганса Людвіга Неймана та деякі інші. З метою підтримки шкільної астрономічної освіти товариство започаткувало спеціальну нагороду на конкурсі Jugend forscht.

## Президенти
- 1863—1864: Юліус Цех[de][7]
- 1864—1867: Фрідріх-Вільгельм Аргеландер[8]
- 1867—1878: Струве Отто Васильович[9]
- 1878—1881: Адальберт Крюгер[de]
- 1881—1889: Артур Ауверс[10]
- 1889—1896: Гюго Гюлден[de]
- 1896—1921: Гуґо фон Зелігер
- 1921—1930: Сванте Еліс Стремгрен
- 1930—1932: Макс Вольф
- 1932—1939: Ганс Людендорф
- 1939—1945: Август Копф
- 1945—1947: позиція вакантна
- 1947—1949: Альбрехт Унзельд
- 1949—1952: Фрідріх Беккер[de]
- 1952—1957: Отто Гекман
- 1957—1960: Пауль тен Бруггенкате[de]
- 1960—1966: Ганс Гаффнер[de]
- 1966—1969: Рудольф Кіппенхан
- 1969—1972: Вальтер Ернст Фріке
- 1972—1975: Ганс-Генріх Фойгт
- 1975—1978: Вольфганг Прістер[de]
- 1978—1981: Теодор Шмідт-Калер[de]
- 1981—1984: Густав Андреас Тамманн[de]
- 1984—1987: Міхаель Гревінг[d]
- 1987—1990: Егон Горст Шретер[d]
- 1990—1993: Вольфганг Гіллебрандт[de]
- 1993—1996: Ганнс Рудер[de]
- 1996—1999: Вернер Пфау[d]
- 1999—2002: Ервін Седлмаїр[de]
- 2002—2005: Йоахім Крауттер
- 2005—2008: Герхард Генслер
- 2008—2011: Ральф-Юрген Детмар[d]
- 2011—2014: Андреас Буркерт
- 2014—2017: Маттіас Штайнмец
- 2017—2020: Йоахім Вамбсґанс
- з 2020 року: Майкл Крамер[de][11]